# Ramal A15 del Ferrocarril Belgrano
El Ramal A15 pertenecía al Ferrocarril General Belgrano, Argentina.

## Ubicación
Se hallaba en la provincia de San Juan dentro del departamento Departamento Veinticinco de Mayo.

## Características
Era un ramal industrial de la red de vía estrecha del Ferrocarril General Belgrano, cuya extensión era de 9,4 km entre la cabecera KM 910 y Cuyo. A 2013, sus vías se encuentran desmanteladas.